# Brucine
La brucine est un alcaloïde à saveur amère fortement apparenté à la strychnine. On peut le trouver dans certaines espèces végétales, dont la variété la mieux connue est Strychnos nux-vomica, un arbre que l'on trouve en Asie du Sud-Est.

## Découverte
Elle fut découverte conjointement en 1819 par Joseph Bienaimé Caventou et Pierre Joseph Pelletier, qui avaient déjà découvert la strychnine. La brucine se trouve sous forme de nitrate dans les eaux-mères de la préparation de la strychnine, il suffit alors de la faire précipiter à l'ammoniac.

## Toxicité
Bien que la brucine soit apparentée à la strychnine, elle n'est pas si toxique. Si un humain consomme plus de 2 milligrammes de brucine pure, il subira certainement des symptômes d'empoisonnement ressemblant à ceux provoqués par la strychnine.
La brucine possède un goût amer intense du même ordre que l'octaacétate de saccharose et la quassine. Son seuil de détection moyen de l'amertume chez l'homme est de 4,5 ppm.

## Utilisations
La brucine a certains usages médicaux. Elle est utilisée principalement pour la régulation de la pression sanguine. 
La brucine est utilisée comme catalyseur chiral pour la décarboxylation de l'acide éthylméthylmalonique achiral, dans un mélange optiquement actif d'acide 2-méthylvalerique (1904, Asymmetrische Katalyse). Cette méthode a été découverte par Willi Marckwald.
Si l'on ajoute de l'acide formique à un mélange de brucine et de nitrate de potassium sa couleur vire instantanément au rouge. Cette réaction a été mise à profit pour la détection colorimétrique directe des nitrates.

## Apparitions

### Dans les romans
- Par Alexandre Dumas :
  - Dans Le Comte de Monte-Cristo, le docteur d'Avrigny soigne la tétraplégie du général Noirtier à la brucine qui l'immunise contre le poison que sa bru lui fait absorber et qu'elle a utilisé pour assassiner d'autres membres de la famille.

### Attentat
- En février 2024, des lettres contenant de la Brucine ont été envoyées à du moins trois bâtiments officiels à Bruxelles. Ces plis ont été réceptionnés à la Sûreté de l’Etat, au cabinet du ministre de la Justice, et au Palais de justice. Personne n’a été blessé[8].